# Буревісник (Черкаси)
«Буревісник» — історичний жіночий гандбольний клуб  гандбольний клуб з міста Черкаси.

## Історія
Команда створено було при Черкаському педагогічному інституті. 
У 1957 році ГК «Буревісник» став срібним призером першості УРСР з ручного м'яча 11х11, а також посів 4-8 місце на Чемпіонаті СРСР з ручного м'яча 11х11. 
У 1960-х роках брала участь в Чемпіонатах СРСР з гандболу серед жінок, під назвою «Освіта». ГК «Освіта» 6-разовий Чемпіон УРСР з гандболу 7х7, 10-разовий переможець універсіади з гандболу 7х7. У 1963 році «Освіта» стала бронзовим призером Чемпіонату СРСР з гандболу 7х7.
В 1980-х роках припинила своє існування.

## Досягнення
- Чемпіонат СРСР 11×11
  -  Срібний призер (1): 1957

- Чемпіонат СРСР 7×7
  -  Бронзовий призер (1): 1963

- Універсіада СРСР 7×7
  -  Чемпіон : 10 разів

- Чемпіонат УРСР 7×7
  -  Чемпіон (6): 1962, 1963, 1964, 1966, 1967, 1968
  -  Срібний призер (1): 1956
  -  Бронзовий призер (2): 1965, 1969